# Am Chonthicha
Chonthicha Chaimanee (tiếng Thái Lan: ชลธิชา ไชยมณี), được biết đến với nghệ danh Am Chonthicha (tiếng Thái Lan: แอ้ม ชลธิชา), sinh ngày 28 tháng 03 năm 2005, là một nữ ca sĩ người Thái Lan.  Cô nổi tiếng trên toàn quốc với đĩa đơn thứ hai "Lời hứa tại Chanuman" (คำสัญญาที่ชานุมาน), được phát hành vào tháng 10 năm 2022.

## Tiểu sử
Chonthicha sinh ngày 28 tháng 03 năm 2005 tại tỉnh Amnat Charoen, Thái Lan. Hiện nay đang cô học tại sinh trung học Chanumanwittayakhom. Cô thú vị với Luk thung từ năm 9 năm và Siriporn Ampaipong là nguồn cảm hứng của cô.

## 2022–nay: Sự nghiệp âm nhạc
Chonthicha từng phát hành đĩa đơn đầu tiên Nong Ma Lar (น้องมาลา) vào ngày 12 tháng 02 năm 2022.
Chonthicha bắt đầu sự nghiệp của mình trong chương trình truyền hình Thái Dual Phleng Ching Thun được phát sóng trên kênh One 31. Cô trở thành nghệ sĩ của nhà hãng đĩa GMM Grammy theo gợi ý của Sala Khunnawut. Đĩa đơn đầu tay của bà, Lời hứa tại Chanuman (คำสัญญาที่ชานุมาน), phát hành ngày 12 tháng 10 năm 2022 và khúc đạt 17.105.950 lượt xem trên YouTube tính đến tháng 5 năm 2023.

## Danh sách đĩa nhạc

### Đĩa đơn
| Năm  | Đĩa đơn                                                         | Hãng đĩa         | Tham khảo |
| ---- | --------------------------------------------------------------- | ---------------- | --------- |
| 2022 | "Nong Ma Lar" (น้องมาลา)                                         | Phu Thai Records |           |
| 2022 | "Lời hứa tại Chanuman/Kham Sanya Thee Chanuman" (คำสัญญาที่ชานุมาน) | Song 'de         |           |
| 2022 | "Khor Phorn Thao Wessuwarna" (ขอพรท้าวเวสสุวรรณวัดไร่ขิง)            | Song 'de         |           |
| 2023 | "Pha Daeng Khong Nong" (ผาแดงของน้อง)                            | GMM Grammy       |           |
| 2023 | "Tang Wai Ai Phoo Bao" (ตังหวายอายผู้บ่าว)                          | GMM Grammy       |           |
| 2023 | "Hor Khao Sao Barn Nok" (ห่อข้าวสาวบ้านนอก)                        | GMM Grammy       | [ 6 ]     |